# Joaquim Dualde i Gómez
Joaquín Dualde Gómez (València, 15 de agost de 1875 - Barcelona, 20 de gener de 1963) fou un advocat i polític valencià, fill de Vicent Dualde i Furió, que va ser ministre d'Instrucció Pública i Belles Arts durant la Segona República Espanyola.

## Biografia
Treballà com a advocat i com a catedràtic de dret civil a la universitat de Sevilla de 1904 a 1906, i de la Universitat de Barcelona de 1906 a 1944. Fou elegit diputat a Corts per la circumscripció de Lleida a les eleccions generals espanyoles de 1923 dins les llistes del Partido Reformista, i s'oposà a les propostes autonomistes de la Lliga Regionalista. Quan el 1926 va deixar l'escó, en plena dictadura de Primo de Rivera, fou nomenat degà del Col·legi d'Advocats de Barcelona fins al 1930.
Durant la II República, com a membre del Partit Republicà Liberal Demòcrata formarà part, entre el 29 de desembre de 1934 i el 3 d'abril de 1935 en una primera etapa i posteriorment entre el 6 de maig i el 25 de setembre de 1935, de dos dels governs d'Alejandro Lerroux com a ministre d'Instrucció Pública i Belles Arts. Després de la guerra civil espanyola defensà Joan March Ordinas en el seu plet amb Barcelona Traction

## Obres
- Una revolución en la lógica del derecho (1932)
- De la democracia al comunismo (1948)
- La propiedad civilísima (1961)